# Felimare ruthae
Felimare ruthae is een slakkensoort uit de familie van de Chromodorididae. De wetenschappelijke naam van de soort is voor het eerst geldig gepubliceerd in 1974 door Ev. Marcus & Hughes.